# Retinoscopia
La retinoscopia (o schiascopia) è una tecnica per ottenere una misurazione oggettiva dell'errore di rifrazione degli occhi di un paziente. L'esaminatore utilizza un retinoscopio (o schiascopio) per puntare la luce negli occhi del paziente e osserva il riflesso (riflesso) sulla retina del paziente. Mentre si sposta la striscia o il punto di luce attraverso la pupilla, l'esaminatore osserva il movimento relativo del riflesso o posiziona manualmente le lenti sull'occhio (usando un'occhialino di prova e lenti di prova, oppure il forottero) per "neutralizzare" il riflesso.
La retinoscopia statica è un tipo di retinoscopia utilizzata per determinare l'errore di rifrazione di un paziente. Si basa sul test Knife-edge di Foucault, in cui si afferma che l'esaminatore deve simulare l'infinito ottico per ottenere il corretto potere di rifrazione. Pertanto, un potere corrispondente alla distanza di lavoro viene sottratto dal valore lordo della retinoscopia per ottenere la condizione refrattiva del paziente, essendo la lente per distanza di lavoro una lente che ha una lunghezza focale pari alla distanza dell'esaminatore dal paziente (ad esempio una lente da +1,50 diottrie per una lente da 67 cm di distanza di lavoro). I miopi mostrano un riflesso "disgiunto", il che significa che la direzione del movimento della luce osservata dalla retina è una direzione diversa da quella in cui viene spazzato il raggio luminoso. Gli ipermetropi, invece, mostrano un movimento "congiunto", il che significa che la direzione del movimento della luce osservata dalla retina è la stessa in cui viene spazzato il raggio luminoso.
La retinoscopia statica viene eseguita quando il paziente ha uno stato accomodativo rilassato. Ciò può essere ottenuto osservando da parte del paziente un bersaglio a distanza o mediante l'uso di farmaci cicloplegici (dove, ad esempio, la mancanza di fissazione affidabile del bersaglio da parte di un bambino può portare a fluttuazioni nell'accomodazione e quindi nei risultati ottenuti). La retinoscopia dinamica viene eseguita quando il paziente ha un accomodamento attivo rispetto alla visualizzazione di un bersaglio vicino.
La retinoscopia è particolarmente utile nel prescrivere lenti correttive a pazienti che non sono in grado di sottoporsi a una rifrazione soggettiva che richiede un giudizio e una risposta da parte del paziente (come i bambini o coloro con gravi disabilità intellettive o problemi di comunicazione). Nella maggior parte dei test, tuttavia, viene utilizzato come base per un ulteriore perfezionamento mediante rifrazione soggettiva. Viene anche utilizzato per valutare la capacità accomodativa dell'occhio e rilevare l'ipermetropia latente.